# Arcidiocesi di Songea
L'arcidiocesi di Songea (in latino: Archidioecesis Songeana) è una sede metropolitana della Chiesa cattolica in Tanzania. Nel 2022 contava 378.000 battezzati su 655.000 abitanti. È retta dall'arcivescovo Damian Denis Dallu.

## Territorio
L'arcidiocesi comprende i distretti di Songea e Namtumbo nella regione del Ruvuma nel sud della Tanzania.
Sede arcivescovile è la città di Songea, dove si trova la cattedrale di San Mathias Mulumba Kalemba.
Il territorio è suddiviso in 35 parrocchie.

## Storia
La prefettura apostolica di Lindi fu eretta il 12 novembre 1913 con il decreto Ut ad orientales di Propaganda Fide, ricavandone il territorio dal vicariato apostolico di Dar-es-Salaam (oggi arcidiocesi). Essa fu affidata alle cure dei benedettini della Congregazione di Sant'Ottilia.
Il 15 novembre 1927 con il breve Non sine magna di papa Pio XI la prefettura apostolica fu elevata ad abbazia territoriale.
Il 22 dicembre 1931 cedette una porzione del suo territorio a vantaggio dell'erezione dell'abbazia territoriale di Ndanda (oggi diocesi di Mtwara).
Il 23 dicembre dello stesso anno in forza del breve Ex orientali parte dello stesso papa Pio XI assunse il nome di abbazia territoriale di Peramiho.
Il 16 febbraio 1968 cedette un'altra porzione di territorio a vantaggio dell'erezione della diocesi di Njombe.
Il 6 febbraio 1969, in forza della bolla Quod sancta di papa Paolo VI, l'abbazia territoriale fu elevata a diocesi, assunse il nome di diocesi di Songea e divenne suffraganea dell'arcidiocesi di Dar-es-Salaam.
Il 22 dicembre 1986 cedette un'ulteriore porzione di territorio a vantaggio dell'erezione della diocesi di Mbinga.
Il 18 novembre 1987 è stata elevata al rango di arcidiocesi metropolitana con la bolla Christi Domini di papa Giovanni Paolo II.

## Cronotassi dei vescovi
Si omettono i periodi di sede vacante non superiori ai 2 anni o non storicamente accertati.
- Villibrordo Lay, O.S.B. † (25 novembre 1913 - 1922 dimesso)
- Gallus Steiger, O.S.B. † (22 febbraio 1922 - 6 dicembre 1952 dimesso)
- Eberhard (Hermann) Spiess, O.S.B. † (23 settembre 1953 - 6 febbraio 1969 dimesso)
- James Joseph Komba † (6 febbraio 1969 - 1º febbraio 1992 deceduto)
- Norbert Wendelin Mtega (6 luglio 1992 - 15 maggio 2013 dimesso)[3]
- Damian Denis Dallu, dal 14 marzo 2014

## Statistiche
L'arcidiocesi nel 2022 su una popolazione di 655.000 persone contava 378.000 battezzati, corrispondenti al 57,7% del totale.
| anno | popolazione | popolazione | popolazione | presbiteri | presbiteri | presbiteri | presbiteri                | diaconi | religiosi | religiosi | parrocchie |
| anno | battezzati  | totale      | %           | numero     | secolari   | regolari   | battezzati per presbitero | diaconi | uomini    | donne     | parrocchie |
| ---- | ----------- | ----------- | ----------- | ---------- | ---------- | ---------- | ------------------------- | ------- | --------- | --------- | ---------- |
| 1950 | 130.148     | 250.000     | 52,1        | 68         | 4          | 64         | 1.913                     |         | 134       | 145       | 29         |
| 1970 | 212.457     | 321.500     | 66,1        | 114        | 50         | 64         | 1.863                     |         | 148       | 279       | 41         |
| 1980 | 285.200     | 441.600     | 64,6        | 117        | 70         | 47         | 2.437                     |         | 142       | 313       | 43         |
| 1990 | 190.862     | 356.603     | 53,5        | 81         | 43         | 38         | 2.356                     |         | 195       | 389       | 23         |
| 1999 | 231.324     | 459.817     | 50,3        | 86         | 58         | 28         | 2.689                     |         | 187       | 422       | 25         |
| 2000 | 238.910     | 474.989     | 50,3        | 95         | 63         | 32         | 2.514                     |         | 188       | 435       | 25         |
| 2001 | 244.411     | 511.380     | 47,8        | 122        | 70         | 52         | 2.003                     |         | 210       | 438       | 25         |
| 2002 | 245.411     | 512.000     | 47,9        | 118        | 59         | 59         | 2.079                     |         | 230       | 432       | 25         |
| 2003 | 223.991     | 464.821     | 48,2        | 108        | 61         | 47         | 2.073                     |         | 219       | 497       | 26         |
| 2004 | 223.111     | 476.161     | 46,9        | 105        | 62         | 43         | 2.124                     |         | 227       | 458       | 27         |
| 2014 | 321.000     | 594.000     | 54,0        | 130        | 77         | 53         | 2.469                     |         | 219       | 537       | 31         |
| 2017 | 313.723     | 579.300     | 54,2        | 87         | 57         | 30         | 3.606                     |         | 210       | 543       | 32         |
| 2020 | 355.630     | 616.220     | 57,7        | 83         | 53         | 30         | 4.284                     |         | 249       | 566       | 35         |
| 2022 | 378.000     | 655.000     | 57,7        | 84         | 54         | 30         | 4.500                     |         | 250       | 566       | 35         |